# Leptobasis
Leptobasis – rodzaj ważek z rodziny łątkowatych (Coenagrionidae).
Należą do niego następujące gatunki:
- Leptobasis buchholzi
- Leptobasis candelaria
- Leptobasis guanacaste
- Leptobasis linda
- Leptobasis lucifer
- Leptobasis mauffrayi
- Leptobasis melinogaster
- Leptobasis raineyi
- Leptobasis vacillans